# Malancourt
Malancourt település Franciaországban, Meuse megyében. Lakosainak száma 69 fő (2022. január 1.). Malancourt Avocourt, Béthincourt, Cuisy, Esnes-en-Argonne és Montfaucon-d’Argonne községekkel határos.

## Népesség
A település népességének változása:
| Lakosok száma | 121  | 83   | 99   | 73   | 75   | 65   | 64   | 67   | 68   | 69   |
|               | 1968 | 1982 | 1990 | 2006 | 2013 | 2015 | 2017 | 2019 | 2020 | 2022 |